# Kammerjäger
Kammerjäger war ursprünglich ein zum Kreis der persönlichen Bediensteten („Kammer“) eines Fürsten zählender Jäger (Kammer- bzw. Leibjäger). Seit dem späten 18. Jahrhundert wurden auch die Bekämpfer von verwilderten Katzen, Mäusen, Ratten oder sonstigem Kleingetier scherzhaft Kammerjäger genannt.
Heute ist Kammerjäger der umgangssprachliche Ausdruck für Dienstleister, die Schädlinge in geschlossenen Räumen bekämpfen. Die offizielle Bezeichnung lautet Schädlingsbekämpfer, veraltet auch Entweser, selten auch Exterminator. In der Schweiz ist daneben der Berufstitel Desinfektor gebräuchlich, der in Deutschland dem Tätigkeitsfeld der Desinfektion und Hygiene zugeordnet ist.
Mit Hilfe bestimmter Wirkstoffe – wie Insektiziden, Rodentiziden, Akariziden, Larviziden, umgangssprachlich als Gift bezeichnet – gehen die Schädlingsbekämpfer gegen Ungeziefer wie Schaben, Flöhe, Zecken, Milben, Mäuse und Ratten vor. Des Weiteren werden Schädlinge auch mit natürlichen Feinden bekämpft, z. B. mit Katzen, gemäß dem IPM-Prinzip (Integrated Pest Management), zu Deutsch ‚integrierte Schädlingsbekämpfung‘. Dies bedeutet, mit so wenig Wirkstoffen wie möglich und so gezielt wie möglich zu arbeiten. Daneben versuchen sie, die Befallsursachen herauszufinden, und führen vorbeugende Maßnahmen durch.
Seit August 2004 ist Schädlingsbekämpfer in Deutschland (wie vormals schon in der DDR) ein anerkannter Ausbildungsberuf, zuvor galt er nur als Umschulungsberuf. Die Ausbildung dauert 3 Jahre. Die Ausbildung ist in der Verordnung über die Berufsausbildung zum Schädlingsbekämpfer/zur Schädlingsbekämpferin geregelt.
Der Deutsche Schädlingsbekämpfer-Verband e. V. (DSV) ist die Berufsvereinigung der professionellen Schädlingsbekämpfer.

## Diskretion
In Mitteleuropa wird schon die Anwesenheit von Schädlingsbekämpfern – oft zu Unrecht – als Zeichen für mangelnde Hygiene, z. B. in Restaurants, betrachtet. Dementsprechend verrichten die Dienstleister ihre Arbeit in der Regel möglichst unauffällig und benutzen z. B. unmarkierte Fahrzeuge.
In wärmeren Ländern oder in Regionen mit verbreiteter Holzbauweise (z. B. Skandinavien, USA) dagegen ist man an Schädlingsprobleme in Privathäusern gewöhnt. Die Anwesenheit von Schädlingsbekämpfern gilt dort als Zeichen für korrekte Hygiene und wird vorgezeigt, auch durch auffällige Arbeitsuniformen und Fahrzeuge (z. B. mit einer Fiberglasschabe auf dem Dach).
Während die Schädlingsbekämpfer, die sich auf Insekten und Nagetiere spezialisiert haben, in zahlreichen Ländern unauffällig und diskret arbeiten müssen, trifft dies nicht zu auf diejenigen, die sich auf Taubenabwehr spezialisiert haben. Eine Taubenplage wird nirgendwo als Zeichen mangelnder Hygiene des Hausbesitzers betrachtet, so dass diese Schädlingsbekämpfer überall offen arbeiten.